# Hepatitis C
L'hepatitis C és un dels tipus d'hepatitis vírica coneguts i és causada pel virus de l'hepatitis C (VHC). Abans que aquest virus no haguera estat descobert pel científic Michael Houghton l'any 1989, la malaltia era anomenada "hepatitis no A, no B" perquè aquest tipus d'hepatitis vírica, tot i que en els afectats se'n manifestaven símptomes, no era detectada a les proves amb els antigens disponibles en aquell moment per a diagnosticar-les. Un any després del seu descobriment, però, ja hi havia una manera de detectar ràpidament la presència d'aquest virus. Per a aconseguir el guariment eventual dels infectats se'ls injecta interferó alfa 2b conjuntament amb ribavirina, si bé l'eficàcia d'aquest tractament depèn molt del genotip del virus i del curs de la malaltia. Aproximadament en un 15% dels casos la infecció és de tipus agut, és a dir, el virus és eliminat de l'organisme sense conseqüències a llarg termini. Però en la majoria dels casos (85%) la infecció esdevé crònica i pot atacar el fetge durant molts anys. De vegades, aquesta hepatitis és causa de fallides hepàtiques fulminants que tenen un elevat índex de mortalitat.
De l'hepatitis C en pot derivar la cirrosi del fetge i el càncer de fetge. S'associa amb el desenvolupament d'esteatosi hepàtica i resistència a la insulina. Predominantment, aquest virus s'estén mitjançant el contacte sanguini amb la sang d'una persona infectada (sobretot en transfusions sanguínies, o per la compartició de xeringues entre usuaris de drogues per via parenteral, o de màquines de diàlisi entre els malalts sotmesos a aquesta teràpia durant un llarg període).

## Epidemiologia
L'hepatitis C afecta a més de 185 milions de persones, amb una prevalença global del 2,8%. Provoca ≥350.000 morts/any i es calculen uns 2-4 milions nous casos anyals, sent un important problema de salut pública a tot el món. Uns 11 milions corresponen a infeccions en nens menors de 15 anys i més de 6 milions de casos pediàtrics són virèmics.
La distribució genotípica del VHC varia segons la zona geogràfica, sent el genotip 1 (G1) el més comú (49,1%), percentualment molt per sobre del G3 (17,9%) i el G2 (11%). Els G4 i G5 representen el 5% restant, segons dades de l'any 2016. A l'Estat espanyol (2015), un estudi bifàsic realitzat per un grup d'investigadors de 48 hospitals mostrà una alta prevalença del genotip 1 (76,6%) i en especial del subtipus viral 1b (69,8%), considerablement superior a la del G3 (12,3%) i G4 (7,4%). El 2017 es va publicar el descobriment d'un setè genotip a l'Àfrica central, ara per ara sense registres epidemiològics.
A banda dels genotips principals, fins al juny de 2017 es coneixien 86 subtipus confirmats, segons el sistema de nomenclatura consensuat internacionalment per classificar-los. A més, se sap que el VHC té una gran capacitat per mutar circumstancialment certes proteïnes d'embolcall i no estructurals i formar quasiespècies. Aquesta inestabilitat genòmica afavoreix a nivell mundial el possible desenvolupament de virus resistents a alguns antivirals d'acció directa.

## Transmissió
El virus de l'hepatitis C pot ser transmès per la sang d'una persona infectada independentment que tingui la forma activa de la malaltia (amb alteració de les transaminases) o no. Habitualment, perquè aquest virus infecti algú cal que la persona sana tingui una ferida a la pell o una punxada que la travessi, de manera que hi pugui haver contacte de sangs. Per tant, la majoria dels contagis es produeixen pel fet de compartir agulles, fulles d'afaitar, raspalls de dents o d'altres eines amb restes de sang de persones infectades, o pel fet de fer-se pírcings, tatuatges o tractaments d'acupuntura amb instruments contaminats. També es pot adquirir pel contacte de sang contaminada amb la conjuntiva ocular. El VHC pot sobreviure setmanes en sang seca i és resistent a la llum ultraviolada.
Molt excepcionalment se n'ha constatat el contagi per altres líquids corporals, per exemple el semen en casos de relacions sexuals sense protecció amb persones infectades. És important destacar que la transmissió per via sexual entre infectats únicament pel virus de l'hepatitis C és rara, però no pas la coinfecció amb el virus de la immunodeficiència humana. De fet, en les relacions homosexuals masculines la transmissió no és pas infreqüent. S'han descrit, però, transmissions derivades de relacions heterosexuals.
Una altra via possible de transmissió és de la mare gestant infectada al fill, però és un risc petit (~1 de cada 20 nens nascuts de mares VHC positives), molt menys freqüent que la transmissió vertical de l'hepatitis B. Es creu, no obstant, que aquesta via de transmissió està infravalorada a causa de la manca de protocols clínics i/o procediments de detecció a moltes zones i del difícil seguiment pediàtric d'una part dels nens. Abans de 1989, la majoria dels contagis es produïen durant les transfusions de sang atès que no se'n podien detectar els virus. Avui, als països amb recursos tècnics avançats en el camp de la sanitat, aquest mecanisme de contagi ja es pot considerar negligible perquè s'hi fan controls exhaustius de la sang i dels productes derivats.
La vida mitjana de les partícules víriques en sèrum és d'unes tres hores, encara que pot ser molt més breu, i es calcula que en una persona amb hepatitis C es creen més de 1000 partícules diàriament. A més de replicar-se en el fetge, el virus es pot multiplicar en els limfòcits, un fet a tenir molt en compte en casos de malalts trasplantats amb compromís immunitari previ.
Es desconeix la dosi infectiva mínima del VHC. És sensible a l'hipoclorit sòdic en solució a l'1%, a l'etanol al 70%, al glutaraldehid al 2% i al formol. S'inactiva a una temperatura de 60 °C durant 10 hores. A l'àmbit sanitari de l'Estat espanyol, cal respectar les precaucions establertes a l'Ordre ESS/1451/2013 de 29 de juliol per tal d'evitar contagis accidentals. El seu nivell de bioseguretat en laboratoris es 2.

## Símptomes

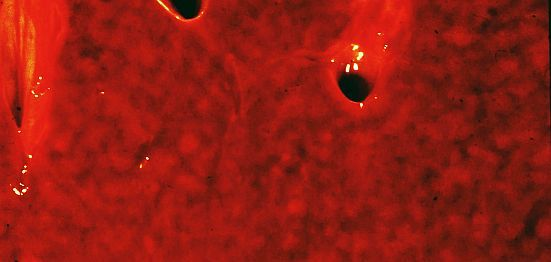
Parènquima hepàtic en una hepatitis C

En la majoria dels casos, les persones amb hepatitis C estan anys i anys sense mostrar-ne símptomes i la malaltia roman desapercebuda. De fet, no és gens estrany que la malaltia siga diagnosticada a conseqüència d'algun fet casual. Els seus símptomes, quan n'hi ha, poden ser dolor abdominal, cansament, nàusees, vòmits, pèrdua de gana, febre baixa, icterícia (coloració groga de la pell i dels ulls), l'orina fosca i la femta blanquinosa (deposicions acòliques). Sovint l'hepatitis C no causa molèsties a l'infectat fins que no es troba en una fase ja molt avançada, cosa que complica i dificulta la prescripció i l'eficiència de les cures. D'aquí ve la importància de fer-ne una detecció precoç.

## Diagnòstic
A partir del descobriment del virus de l'hepatitis C s'han desenvolupat proves analítiques que permeten de detectar-lo a la sang i poder conèixer la veritable extensió d'aquesta malaltia. L'hepatitis C es pot diagnosticar gràcies als resultats de diverses anàlisis de la sang que ajuden a determinar-ne el nivell de transaminases, detectar-hi l'existència d'anticossos contra l'hepatitis C, conèixer el genotip o variant genètica del virus de l'hepatitis C i la seva càrrega viral (quantitat de virus que hi ha). De vegades, a més d'aquestes proves a la sang cal fer una biòpsia del fetge per a poder avaluar-ne el grau d'afectació. L'elastografia de transició (un mètode exploratori basat en les senyals ultrasòniques ha demostrat ser una eina molt útil per quantificar el nivell d'elasticitat del parènquima hepàtic, un paràmetre indicador del seu grau de fibrosi (una elasticitat molt baixa es correspon amb una fibrosi avançada) i fer un seguiment de l'evolució de l'hepatitis C crònica sense efectuar repetidament biòpsies. Dit mètode es considera un instrument de cribratge de gran utilitat en la detecció precoç de les primeres manifestacions de la malaltia en la població.
S'ha desenvolupat un sistema analític seqüencial aplicat a mostres de sèrum que permet identificar els deu subtipus de VHC amb major prevalença i, alhora, conèixer els haplotips i les mutacions individuals que poden condicionar la resistència de l'hepatitis C als antivirals d'acció directa. Aquest procediment facilita la planificació del tractament més adequat pel malalt i té la propietat de ser un mètode diagnòstic adaptable a nous subtipus virals.

## Tractament
De 15% a 20% dels casos aguts es curen espontàniament, però la majoria de les hepatitis C evolucionen cap a la cronicitat. En casos d'hepatitis crònica pot ser convenient de fer un tractament amb interferó i ribavirina durant sis o dotze mesos, el qual assoleix la negativització dels marcadors d'infecció en gairebé 50% dels malalts tractats, però això no vol pas dir que estiguin immunitzats davant de futures reinfeccions d'hepatitis C.
La generalització de l'ús clínic del sofosbuvir (un medicament inclòs en la Llista model de Medicaments essencials de l'Organització Mundial de la Salut), afavorida pel progressiu descens del seu cost, ha obert una nova etapa en el maneig de l'hepatitis C crònica i comportat un increment molt important del nombre de curacions de la malaltia. La propera finalització dels drets de patent i la futura sortida lliure al mercat de medicaments genèrics ha permès el desenvolupament d'un model analític matemàtic basat en nous paràmetres que estudia el possible temps de tractament amb el compost i la seva relació cost/efectivitat, considerant diferents supòsits. Avui dia, són molts els països que han arribat a una entesa amb les companyies farmacèutiques que fabriquen els antivirals d'acció directa (AADs) utilitzats contra l'hepatitis C crònica, a través de les excepcions previstes en l'Acord sobre els Aspectes dels Drets de Propietat Intel·lectual relacionats amb el Comerç, per tal d'aconseguir fórmules d'accés assequible dels seus sistemes sanitaris a dits productes.
La combinació de sofosbuvir amb altres inhibidors de la proteïna NS5A, com ara daclatasvir ledipasvir o velpatasvir, aconsegueix un índex de resposta virològica sostinguda (negativització de la virèmia -ARN viral negatiu comprovat amb tècniques de PCR- que es manté almenys durant 24 setmanes després de finalitzar el tractament) del 100% en els individus infectats pel VHC. Nombrosos estudis indiquen que aquestes combinacions d'antivirals tenen una efectivitat farmacoterapèutica del 94%-97%; molt més alta que la dels tractaments precedents. Encara que són medicacions considerades d'ús segur entre la gran majoria de la població amb hepatitis C, és convenient un control estricte de la funció renal dels pacients, ja que en alguns casos s'han produït reaccions adverses causants d'insuficiència renal aguda.
Un altre inhibidor de la NS5A de nova generació encara no comercialitzat, l'odalasvir (ACH-3102), comparat amb els compostos d'aquesta classe precedents
mostra una millor potència picomolar i una barrera genètica més alta contra els genotips del VHC G1 (1a-1b) i G2b, així com davant les variants del virus que presenten resistència als AADs.
Durant els darrers anys el nombre d'AADs en fase de disseny o d'assaig clínic candidats a tractar aquesta hepatitis ha augmentat molt. A finals de 2017, la FDA va publicar una àmplia guia de consideracions i normes relacionades amb la investigació i el desenvolupament de dits productes.
Quan es diagnostica una hepatitis C crònica cal fer un seguiment mèdic i anàlisis periòdiques dels marcadors hepàtics durant tota la vida, tant si la malaltia remet del tot com si evoluciona activament o es desenvolupa una cirrosi. En aquest darrer cas, el malalt pot arribar a requerir un trasplantament de fetge.
D'altra banda, la dieta influeix en l'evolució de l'hepatitis C. És recomanable seguir una dieta variada i saludable, evitar els aliments molt greixosos i prescindir de consumir begudes alcohòliques, que pot fer que la malaltia evolucioni més ràpidament. Davant de qualsevol dubte sobre la ingestió d'aliments o d'altres substàncies i sobre quin efecte poden tenir en l'organisme, s'ha de consultar el metge. Així i tot, existeixen tractaments per als consumidors d'alcohol i altres drogues.
Un grup especial que té un maneig força complicat és el dels pacients hematològics/oncològics amb hepatitis C. L'hepatitis es pot exacerbar o reactivar durant la immunoteràpia o la quimioteràpia i la seva existència condiciona l'elecció del tractament a seguir. Algunes vegades, el curs de l'hepatitis obliga a la interrupció de la teràpia anticancerosa i en altres cal posposar la presa de fàrmacs contra el VHC. En els casos de malalts que prenen AADs és necessari avaluar amb molta cura les possibles interaccions medicamentoses adverses.

## Darreres investigacions
El VHC té varietats que contenen diverses mutacions naturals en les proteïnes no estructurals 5A i 5B (NS5A i NS5B) que redueixen la susceptibilitat als AADs actualment aprovats que actuen sobre aquestes regions del genoma del virus en pacients que no han rebut prèviament cap teràpia antiviral contra l'hepatitis C. Les varietats relacionades amb la regió NS5A d'un subtipus viral determinat tenen una gran dispersió geogràfica i filogenètica d'orígens independents múltiples. Per contra, la majoria de les escasses mutacions AADs-resistents en la NS5B apareixen en un dels dos clades de l'arbre filogenètic del VHC subtipus 1b. Aquesta informació ajuda a optimitzar l'acció de nous fàrmacs dirigits a la cura d'aquesta hepatitis.
La combinació d'antivirals glecaprevir/pibrentasvir (un inhibidor de la proteasa serina NS3/4A + un inhibidor de darrera generació de la NS5A) ha estat aprovada per tractar adults amb hepatitis C crònica de genotips G1 a G6, sense cirrosi o amb cirrosi lleu.
Una prova aleatòria de doble cec realitzada amb un anàleg de nucleòtid que actua com a inhibidor pangenotípic de la proteïna NS5A, anomenat AL-335, indica que el compost té una bona tolerància i una alta eficàcia antiviral en individus infectats pels genotips G1 a G4 i també en malalts amb cirrosi derivada d'hepatitis pel VHC G1.